# Escobecques
Escobecques är en kommun i departementet Nord i regionen Hauts-de-France i norra Frankrike. Kommunen ligger i kantonen Lomme som tillhör arrondissementet Lille. År 2022 hade Escobecques 303 invånare.

## Befolkningsutveckling
Antalet invånare i kommunen Escobecques
| Referens: INSEE |